# Classique (dans les arts)
Pour les articles homonymes, voir Classique.
Un classique est un artiste ou une œuvre d'art qui fait autorité dans son domaine, qui est devenu une référence. Il ne faut pas confondre ce sens avec l'emploi du mot comme adjectif en référence à une période artistique précise, comme le classicisme en littérature française ou la musique classique, ou à une époque historique, comme l'époque classique en Grèce antique. On parle des classiques de la littérature, de la peinture ou de la musique, mais aussi, le terme s'étant étendu aux arts plus récents, des classiques du cinéma, de la bande dessinée, etc.
La notion de classique est proche, mais distincte, de celle de chef-d'œuvre. Les deux notions mettent en jeu la question de la postérité d'une œuvre, mais ont des connotations différentes. Le terme de chef-d'œuvre met l'accent sur le degré d'achèvement d'une œuvre en elle-même ou par rapport aux autres œuvres d'un artiste, et met en jeu la notion de maîtrise de l'artiste, ou bien, dans une perspective romantique, son inspiration, voire son génie. La notion de classique, en revanche, se réfère de manière plus large à la réception de l'œuvre, à la reconnaissance durable qu'elle obtient au sein de la société qui la reçoit, et à l'importance qu'elle prend dans la culture dont elle fait partie. La notion de classique se prête donc davantage à une approche du phénomène artistique relevant de l'histoire de l'art et de la sociologie. Elle est aussi en rapport étroit avec l'éducation, car une définition possible du classique est ce qui s'enseigne en classe : les programmes scolaires transmettent et étudient les classiques. Les œuvres reconnues comme classiques constituent ainsi une « culture classique » ou « scolaire », que l'on peut distinguer de la culture populaire, de la contreculture, de l'underground, etc. 
En ce sens, la notion de classique est liée à la définition même de ce qui relève ou non d'un art donné : ainsi une œuvre littéraire dont la qualité ne fait pas l'unanimité pourra, selon les lecteurs et les critiques, relever ou non de la littérature. La définition d'un corpus des œuvres classiques, en particulier dans l'élaboration des programmes scolaires, pose ainsi le problème de la pertinence de la critique d'art (sa capacité ou incapacité à « reconnaître » une œuvre importante à sa création) et de l'universalisme ou du relativisme des critères esthétiques selon les époques.

## Critères et problèmes dans la définition des classiques
Plusieurs approches sont possibles :
- Une approche relevant du jugement esthétique : les classiques sont les « meilleures » œuvres et les « meilleurs » auteurs, les plus importants, par opposition avec les œuvres et auteurs « mineurs ». Cette approche pose le problème du choix des critères esthétiques permettant de juger de la qualité d'une œuvre ou de l'importance d'un auteur.
- Une approche d'histoire de l'art : les classiques sont les œuvres dont le temps a consacré la qualité et l'autorité. Les classiques sont alors ce qui constitue la tradition, ce que l'on a jugé important de conserver. Une œuvre ne devient donc un classique qu'au fil de l'histoire de sa réception par les générations successives, au fur et à mesure qu'elle passe à la postérité et suscite ou non un intérêt durable. Cette approche a l'inconvénient de rendre impossible tout jugement sur le caractère classique des œuvres récentes.
- Une approche d'histoire de l'éducation : les classiques sont les œuvres que l'on enseigne à l'école, qui font partie des programmes scolaires. Par exemple, en Grèce antique, dès l'époque classique, on enseignait Homère aux jeunes gens.
- Une approche sociologique : les classiques constitueraient une culture propre à une catégorie sociale donnée (ou, dans une perspective marxiste, à une classe sociale donnée) d'une population.
- Une approche institutionnelle : les classiques sont les artistes et les œuvres qui ont obtenu des récompenses dans leur domaine (puisqu'il en existe pour tous les arts, en littérature, en théâtre, au cinéma, etc.).

Ces approches sont complémentaires, dans la mesure où aucune ne suffit à englober tous les aspects de la notion.
La définition de ce qu'est un classique pose également des problèmes d'échelle. Un classique est réputé atteindre à l'universalité, mais, dans le même temps, on considère généralement les classiques comme les représentants par excellence d'une culture donnée. Cela pose donc la question de savoir si l'on doit raisonner en termes de langue, de peuple ou de nation (voire de région), de civilisation (il y aurait par exemple des classiques occidentaux — le « Western Canon » anglo-saxon — et des classiques orientaux, asiatiques, africains, etc.), ou même à l'échelle mondiale. Alors que, pour certains espaces culturels, l’identité des classiques semble évidente, elle peut en revanche poser des problèmes dans certains cas. En dehors des enjeux politiques de ces classements, la notion d'œuvres classiques se réfère à la notion de patrimoine culturel.